# IC 1313
IC 1313 је спирална галаксија у сазвјежђу Јарац која се налази на листи објеката дубоког неба у Индекс каталогу.
Деклинација објекта је - 16° 56' 46" а ректасцензија 20h 18m 43,6s. Привидна величина (магнитуда) објекта IC 1313 износи 14,1 а фотографска магнитуда 14,9. IC 1313 је још познат и под ознакама MCG -3-51-8, NPM1G -17.0427, PGC 64463.